# مسجد شصت گنبد
مسجد شصت گنبد، مسجدی در باگرهات، بنگلادش است. این بنا بخشی از مساجد شهر باگرهات است که در فهرست میراث جهانی یونسکو به ثبت رسیده است. شصت گنبد، بزرگ‌ترین مسجد بنگلادش از دوره سلطنت (1352 – ۱۵۷۶) است. این بنا در زمان سلطان‌نشین بنگال و توسط خان جهانعلی، فرماندار سونداربانس ساخته شد. شصت گنبد به عنوان «یکی از تأثیرگذارترین بناهای تاریخی مسلمانان در کل جنوب آسیا» توصیف شده است.

## تاریخچه
در اواسط قرن پانزدهم میلادی، یک مستعمره مسلمانان در میانهٔ جنگل‌های حرا در سونداربانس، نزدیک سواحل ناحیه باگرهات تأسیس شد که یک فرمانده به نام خان جهانعلی بنیان‌گذار آن بود. او در زمان سلطان ناصرالدین محمود شاه که در آن زمان به «خلیف آباد» شهرت داشت، در ناحیه‌ای ثروتمند به تبلیغ می‌پرداخت. خان جهان‌علی این شهر را با بیش از دوجین مسجد آراسته است که ویرانه‌های آن در اطراف باشکوه‌ترین و بزرگ‌ترین مساجد چند گنبدی بنگلادش، معروف به مسجد شصت گنبد یا به تلفظ محلی شَیت-گومبوز (۱۰۸×۱۶۰) متمرکز شده است. ساخت مسجد در سال ۱۴۴۲ میلادی آغاز شد و در سال ۱۴۵۹ به پایان رسید. مسجد برای نماز و همچنین مدرسه و سالن اجتماعات مورد استفاده قرار می‌گرفت.

## مکان
این مسجد در منطقه باگرهات، جنوب بنگلادش، در بخش کولنا واقع شده است. حدود ۵ کیلومتر (۳ مایل) از شهر اصلی باگرهات فاصله دارد. باگرهات نیز حدود ۳۲۰ کیلومتر (۲۰۰ مایل) از داکا، پایتخت بنگلادش، فاصله دارد.

## معماری
مسجد شصت گنبد دارای دیوارهای آجری ضخیم و مخروطی غیرمعمول به سبک تغلق و سقف کلبه‌ای شکل است که سبک‌های بعدی را پوشش می‌دهد. ابعاد طرح مستطیلی آن ۱۴۸'۶*۱۰۱'۴ اینچ خارجی و ۱۲۳'۳ *۷۶'۲ اینچ در داخل است. ۷۷ گنبد کم ارتفاع وجود دارد که در هفت ردیف یازده تایی چیده شده‌اند، با یک گنبد اضافی در هر گوشه، که مجموعاً به ۸۱ گنبد می‌رسد. چهار برج یا مناره دارد که دو برج از چهار برج برای اذان استفاده می‌شد. فضای داخلی توسط ستون‌های باریک به راهروها و صحن‌های زیادی تقسیم می‌شود که به طاق‌های متعددی ختم می‌شوند و سقف را نگه می‌دارند.
این مسجد دارای ۷۷ گنبد میدانی با ۷ گنبد چهار طرفه بنگالی در ردیف وسط است. صحن نمازخانه وسیع، اگرچه دارای ۱۱ در قوسی در شرق و ۷ در در شمال و جنوب برای تهویه و روشنایی است، اما ظاهری تاریک و بسته در داخل دارد. این بنا توسط جنگلی از ۶۰ ستون سنگی باریک به ۷ راهروی طولی و ۱۱ صحن عمیق تقسیم شده است که از آن ردیف‌هایی از طاق‌های بی پایان سرچشمه می‌گیرد که گنبدها را نگه می‌دارند. دیوارهای ضخیم ۱٫۸ متر (۶ فوت) و کمی باریک و برج‌های گوشه‌ای توخالی و گرد و تقریباً جدا، شبیه سنگرهای قلعه، که هر کدام با گنبدهای گرد کوچک پوشیده شده‌اند، معماری تغلق دهلی را به یاد می‌آورند. دیوار غربی دارای یازده محراب در قسمت داخلی است که ده محراب کور و محراب مرکزی در قسمت بیرونی برجسته شده است.

## شصت گنبد یا شصت ستون
این مسجد در زبان بنگالی با نام «مسجد شَیت گومبوز» به معنای مسجد شصت گنبدی شناخته می‌شود و نام آن ریشه در فارسی دارد. با این حال، ۷۷ گنبد بر فراز تالار اصلی و دقیقاً ۶۰ ستون سنگی وجود دارد. این احتمال وجود دارد که در ابتدا به خاطر داشتن ۶۰ ستون از این مسجد به عنوان مسجد شصت عمود در زبان عربی/فارسی نام برده باشند و بعداً به گومبوز (গম্বুজ) در بنگالی که به معنی گنبد است تغییرنام داده باشد.

## نگارخانه

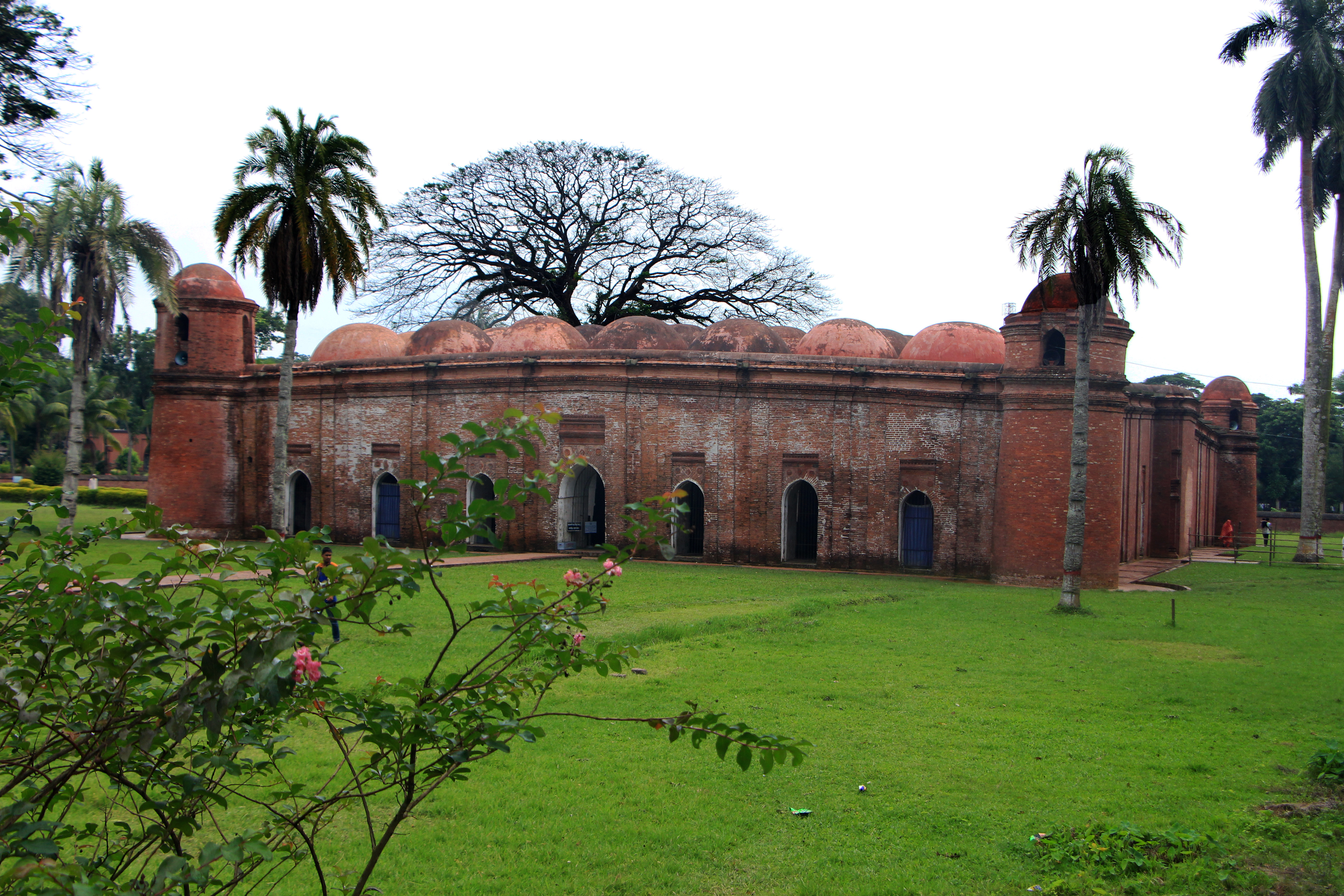
نمای جانبی
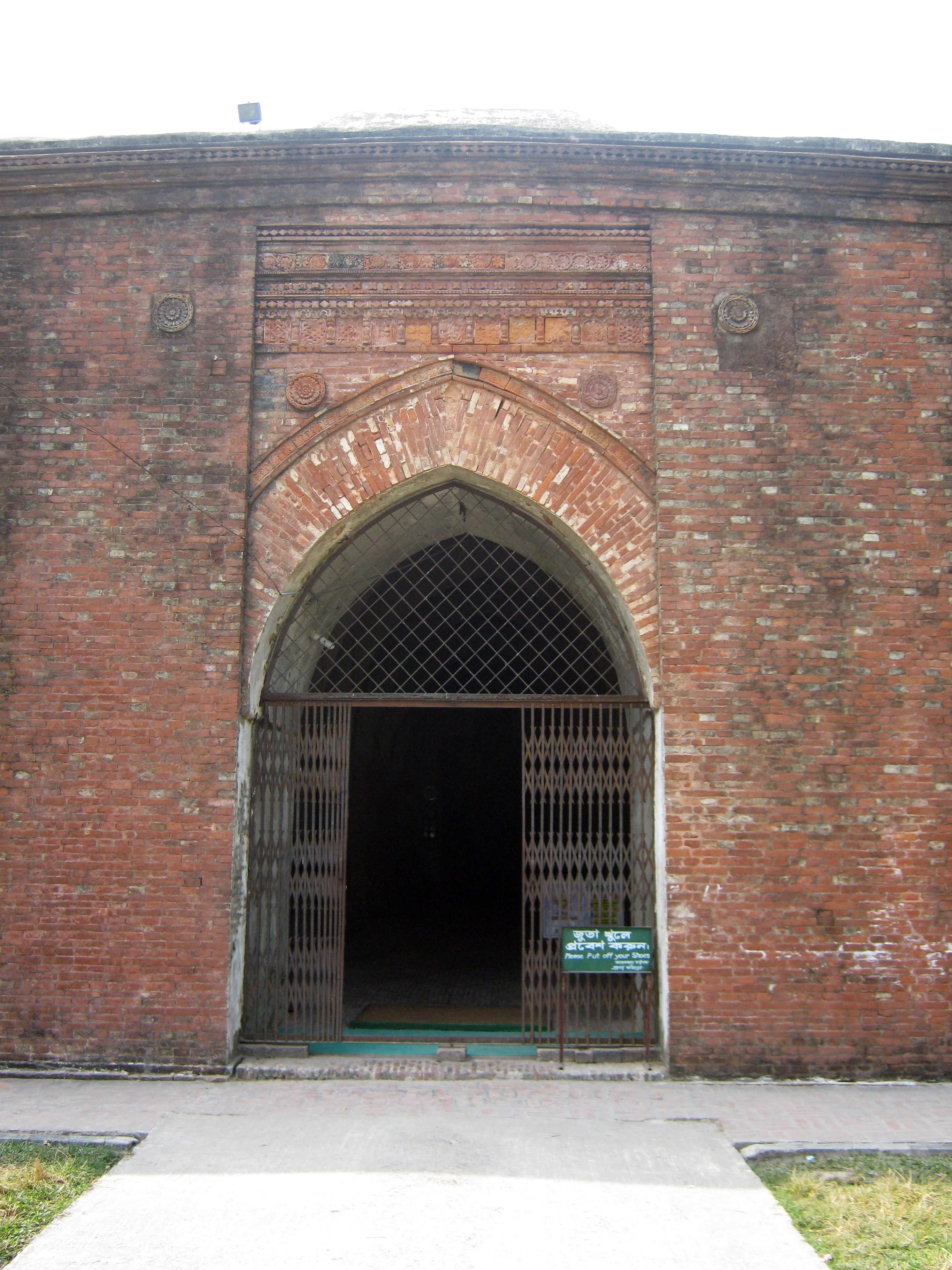
طاق مسجد
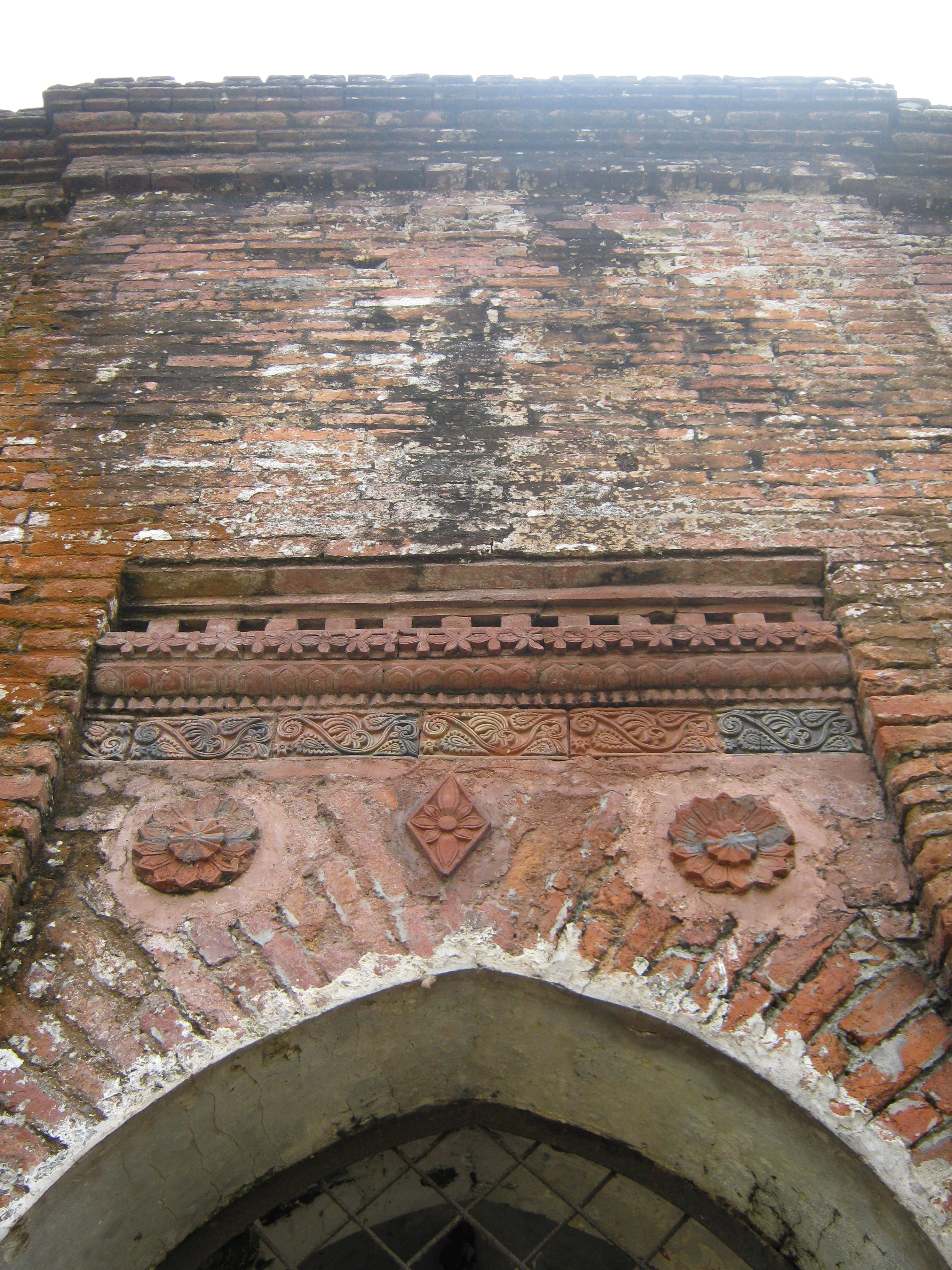
نمای بیرونی مسجد
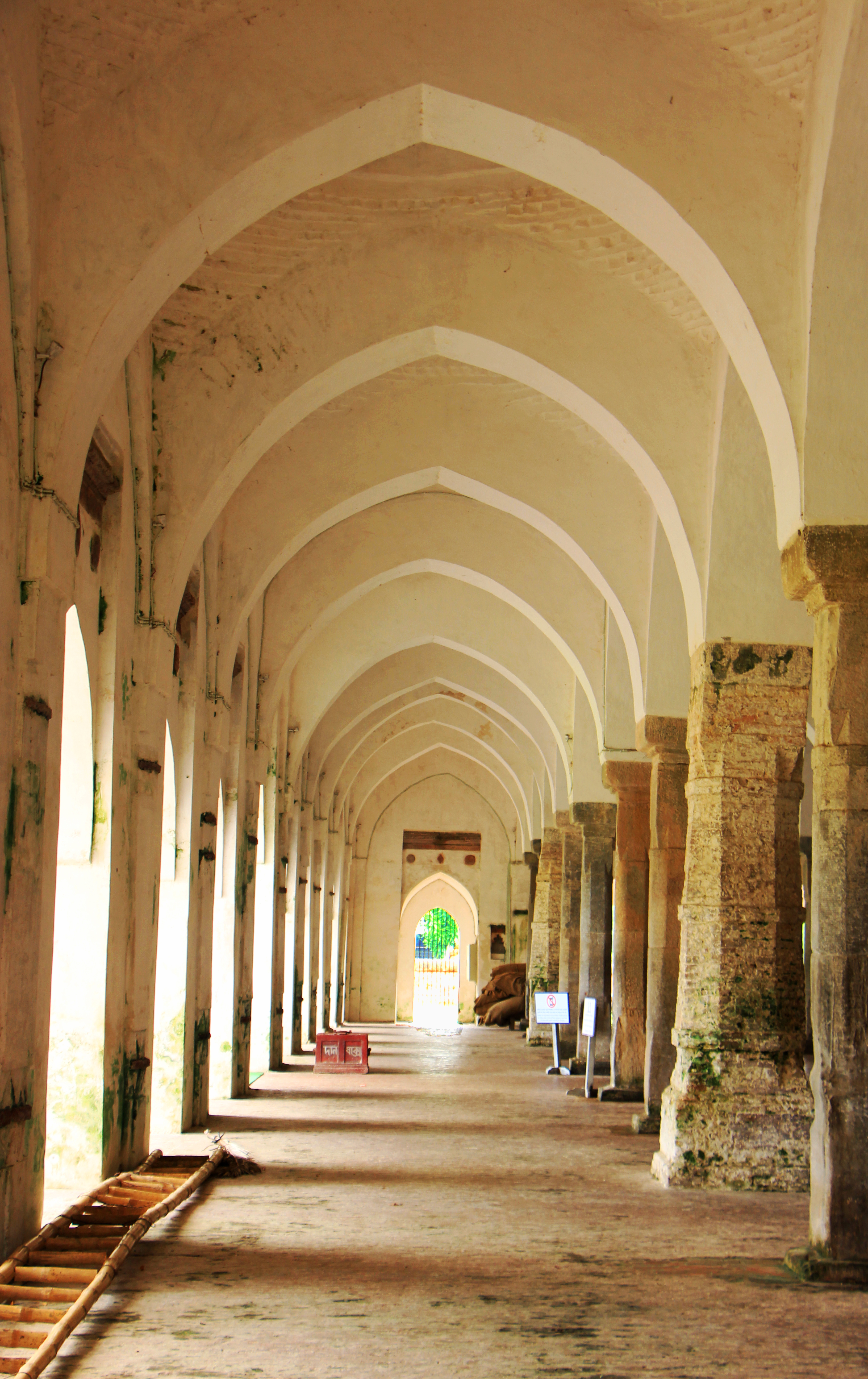
داخل مسجد
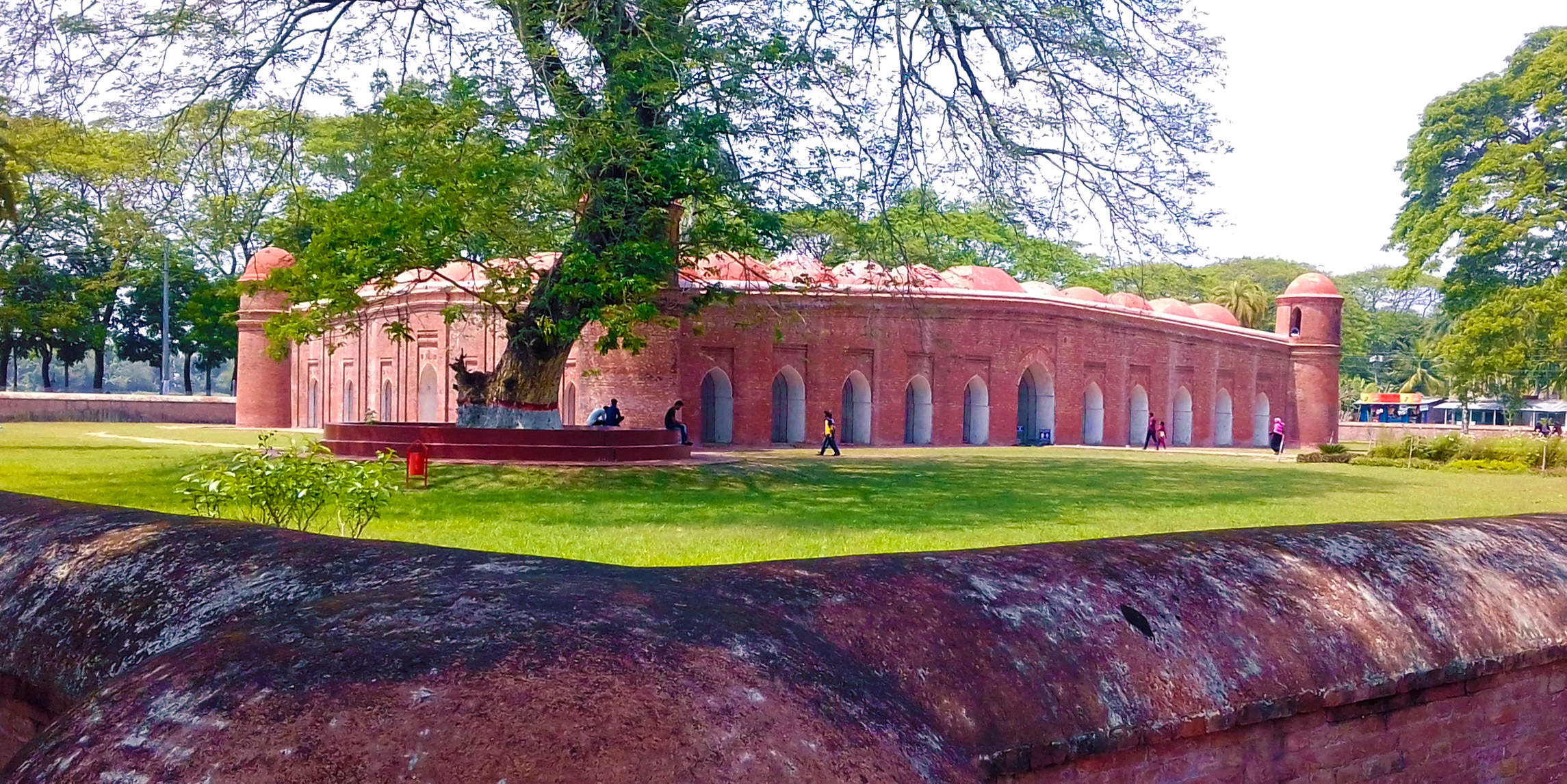
نمای جنوب شرقی
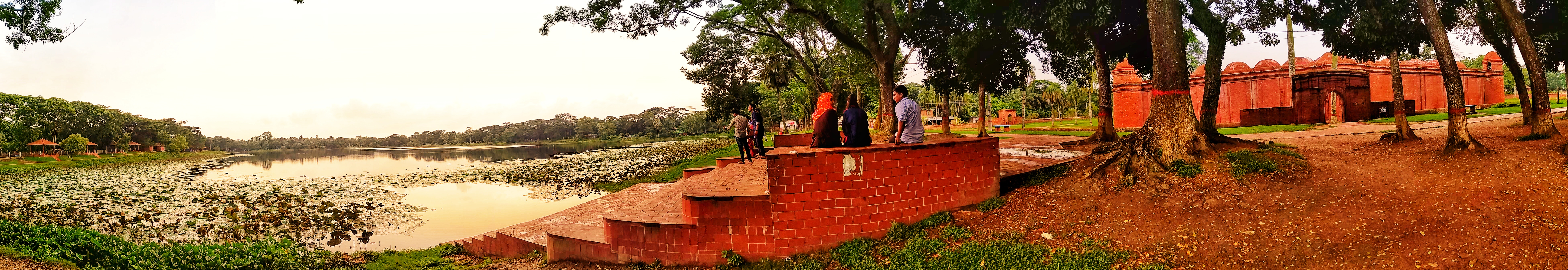
نمای پانوراما از مسجد شصت گنبد
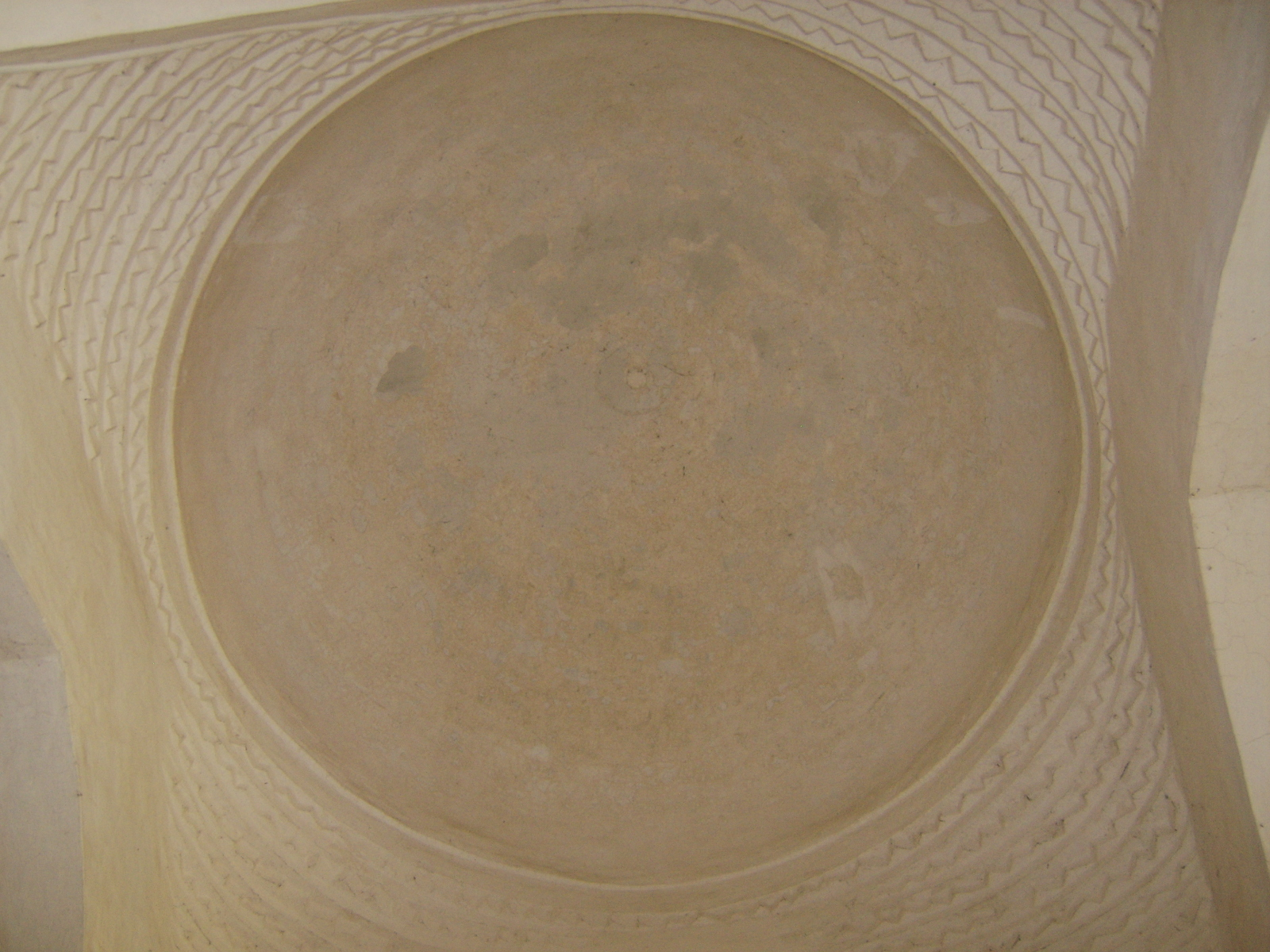
سقف مسجد
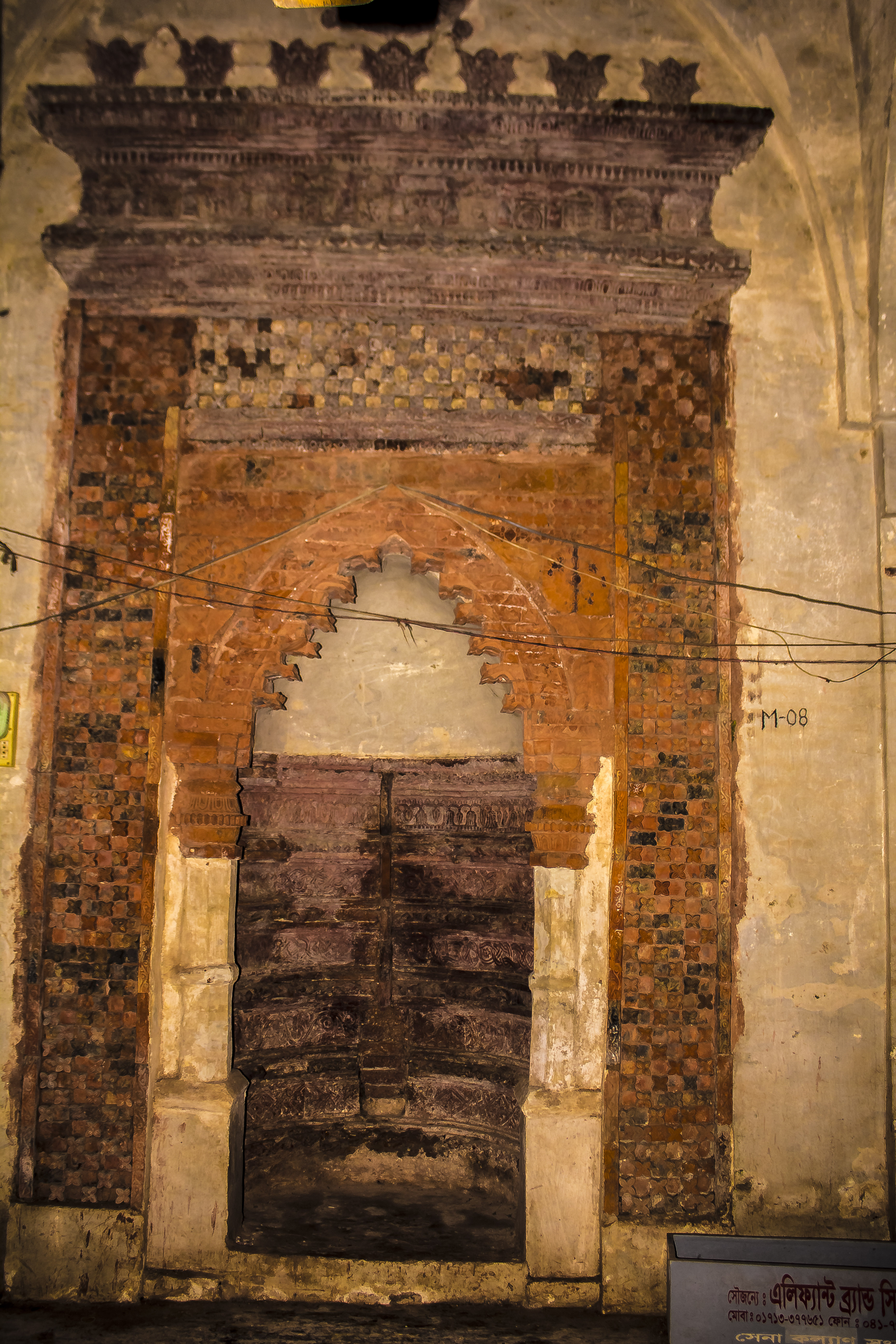
داخل مسجد
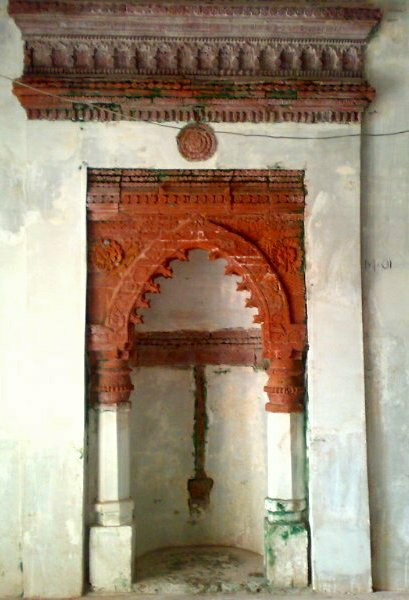
طاق‌های مسجد
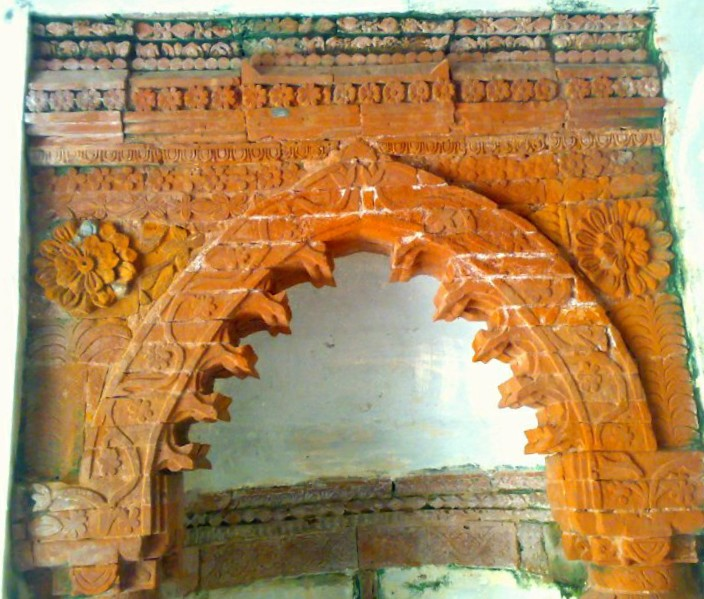
طاق‌های مسجد
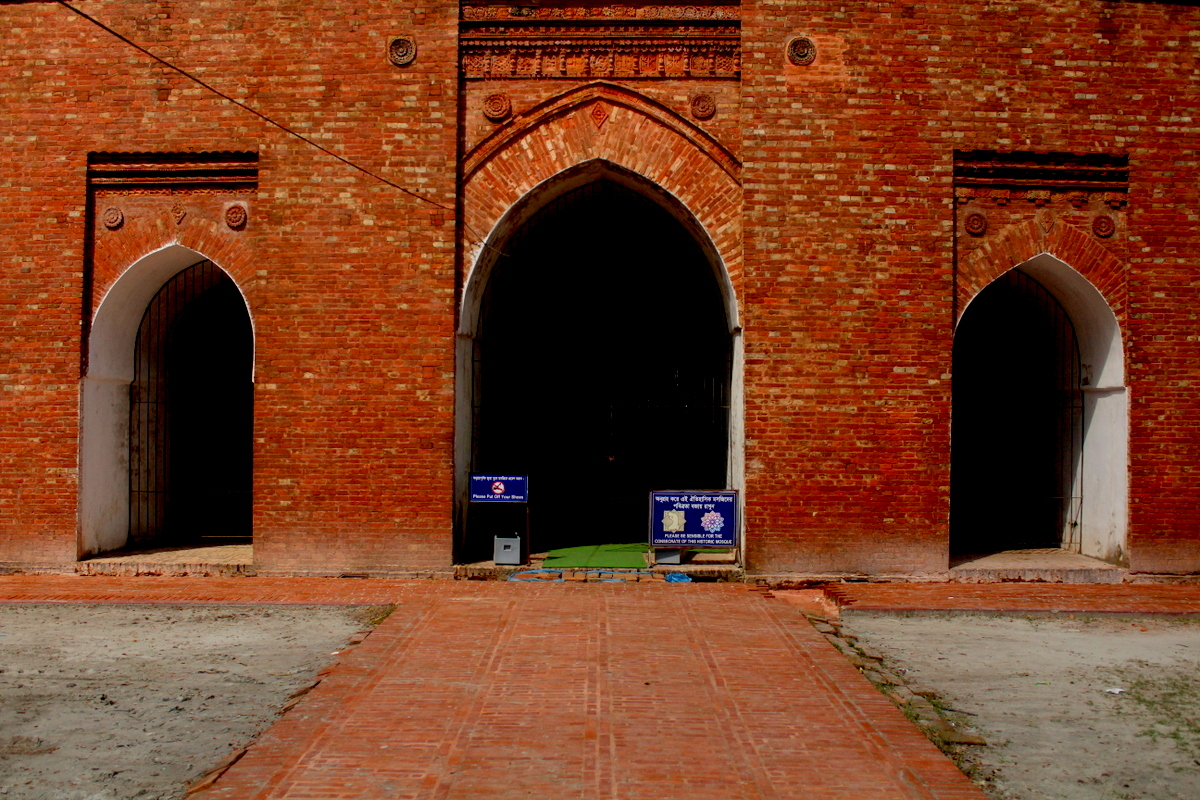
نمای بیرونی مسجد
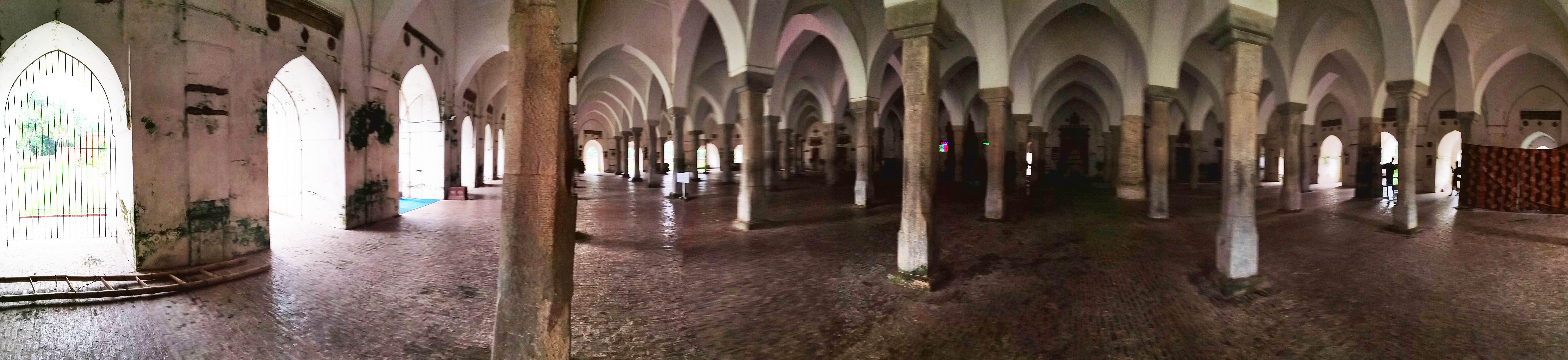
داخل ستون ها